# تپه طلائی شورستان
تپه طلائی شورستان مربوط به دوران‌های تاریخی پس از اسلام است و در شهرستان صالح‌آباد، روستای شورستان واقع شده و این اثر در تاریخ ۲۵ اسفند ۱۳۷۸ با شمارهٔ ثبت ۲۶۴۸ به‌عنوان یکی از آثار ملی ایران به ثبت رسیده است.